# Tommy Nobis
Thomas Henry Nobis Jr. (San Antonio, 20 settembre 1943 – 13 dicembre 2017) è stato un giocatore di football americano statunitense che ha giocato nel ruolo di linebacker per tutta la carriera con gli Atlanta Falcons della National Football League (NFL). Fu la prima scelta assoluta del Draft NFL 1966 da parte dei Falcons. Al college giocò a football all'Università del Texas a Austin.

## Carriera professionistica
Nobis fu scelto come primo assoluto nel Draft 1966 dagli Atlanta Falcons. Anche gli Houston Oilers nel Draft della American Football League. Questo presentò un dilemma che raggiunse anche lo spazio quando Frank Borman, un astronauta a bordo della Gemini 7, mandò un messaggio alla Terra dicendo "dite a Nobis di firmare con Houston." Tommy Nobis invece firmò con Atlanta il 14 dicembre 1965, divenendo il primo membro della neonata franchigia, finendo per essere soprannominato "Mr. Falcon".
Nella sua prima stagione fu votato come rookie dell'anno e fu convocato per il Pro Bowl dopo aver messo a segno il numero senza precedenti di 294 tackle totale, tuttora un record non ufficiale per la NFL in una stagione (la lega iniziò a rilevare ufficialmente i tackle come statistica solo nel 2001). In undici stagioni da professionista con  i Falcons guidò la squadra in tackle per nove volte, fu convocato per cinque Pro Bowl  (una nel 1972 dopo due operazioni chirurgiche alle ginocchia), fu inserito due volte nella formazione ideale della stagione All-Pro e nella formazione ideale della NFL degli anni 1960. Il grande running back dei Miami Dolphins Larry Csonka una volta affermò: "Preferirei giocare contro Dick Butkus che contro Nobis" mentre l'allenatore dei Falcons Norm Van Brocklin disse, indicando lo spazio nella spogliatoio di Nobis "Lì è dove si cambia la nostra squadra di football."
Nobis è membro del Ring of Honor degli Atlanta Falcons e il suo numero 60 è stato ritirato dalla franchigia.

## Palmarès
- (5) Pro Bowl (1966, 1967, 1968, 1970, 1972)
- First-team All-Pro (1967)
- Second-team All-Pro (1968)
- Formazione ideale della NFL degli anni 1960
- Numero 60 ritirato dagli Atlanta Falcons
- Numero 60 ritirato dai Texas Longhorns
- College Football Hall of Fame

## Statistiche
| Intercetti | 12 |